# Entephria olivaria
Entephria olivaria là một loài bướm đêm trong họ Geometridae.